# ナタリー・ジー
ナタリー・ジー（Natalie Aubrey Zea、1975年3月17日 - ）は、アメリカ合衆国の女優。

## 来歴
テキサス州ハリス郡出身。ニューヨークの演劇学校American Musical and Dramatic Academyを1995年に卒業と同時に女優デビュー。
主にテレビドラマを中心に出演、特に『JUSTIFIED 俺の正義』や『ザ・フォロイング』で知られる。
2002年のテレビドラマ“Passions”で共演した俳優のトラヴィス・シュルツと10年あまりの交際の末、2014年に結婚、2015年10月25日に、ロサンゼルスで第1子となる女児を出産した。現在はハワイ在住。

## 主な出演作品
- Passions (2000 - 2002) テレビドラマ
- ザ・シールド ルール無用の警察バッジ The Shield	(2004) テレビドラマ
- Eyes (2005) テレビドラマ
- ダーティ・セクシー・マネー Dirty Sexy Money	(2007 - 2009) テレビドラマ
- Hung (2009) テレビドラマ
- ディフェンダーズ 闘う弁護士 The Defenders	(2010) テレビドラマ
- JUSTIFIED 俺の正義 Justified (2010 - 2015) テレビドラマ
- アザー・ガイズ 俺たち踊るハイパー刑事! The Other Guys (2010)
- カリフォルニケーション Californication (2012 - 2013) テレビドラマ
- アンダー・ザ・ドーム Under the Dome (2013) テレビドラマ
- ザ・フォロイング The Following (2013 - 2014) テレビドラマ
- ラ・ブレア La Brea (2021 - ) イヴ・ハリス役　テレビドラマ